# Institut de la langue tchèque
L’Institut de la langue tchèque  (en tchèque : Ústav pro jazyk český, ou ÚJČ)  est un institut scientifique de l'académie des sciences de République tchèque fondé en 1946. Il a son siège à Prague.
Son objectif est l'étude de la langue tchèque contemporaine et de son histoire. L'institut propose des services publics. Il s'agit surtout de conseils sur des questions linguistiques.

## Histoire
Apparu en 1946, l'institut de la langue tchèque est issu du Bureau du dictionnaire de la langue tchèque (Kancelář Slovníku jazyka českého) qui existait depuis 1911.

## Directeurs

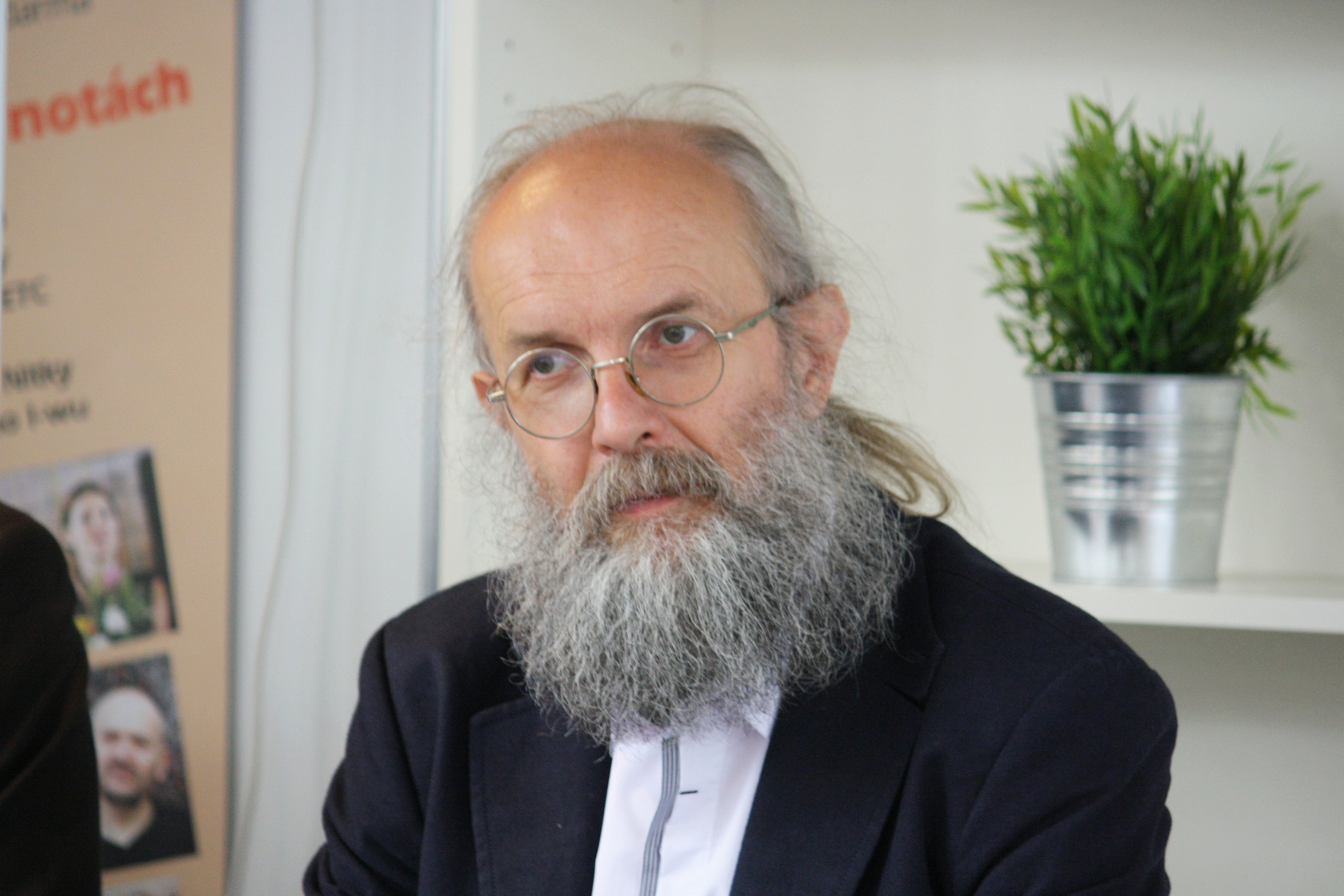
Karel Oliva, directeur de l'institut de 2003 à 2016.

- Alois Získal (cs) (1946-1952)
- Bohuslav Havránek (cs) (jusqu'en 1965)
- František Daneš (cs) (1965-1970)
- Miloš Dokulil (cs)
- Karel Horálek (cs)
- Jan Petr (cs)
- František Daneš (cs) (1990–1994)
- Jiří Kraus (cs) (1994–2002)
- Karel Oliva (cs) (2003-2016)
- Martin Prošek (cs) (depuis 2016)

## Publications
L'institut de la langue tchèque publie plusieurs revues de linguistique :
- Acta onomastica
- Časopis pro moderní filologii
- Linguistica Pragensia
- Naše řeč
- Slovo a slovesnost